# Överste Sun
Överste Sun (eng. titel Colonel Sun) var den första James Bond-romanen som publicerades efter Ian Flemings död (1964). Den skrevs under pseudonymen "Robert Markham" av Kingsley Amis, och gavs ut 1968.

## Handling
När M blir kidnappad från sitt hus, Quarterdeck, följer Bond spåren till en ö i Egeiska havet, Vrakonisi. M:s kidnappare är en kinesisk överste som tänker destabilisera fredssamtalen i Mellanöstern och ge britterna skulden. Bond slår sig samman med den grekiska spionen Ariadne Alexandrou, som jobbar för Sovjetunionen, och gör en plan för att rädda M. Men räddningsaktionen går fel och överste Sun fångar Bond och utsätter honom för en hemsk tortyr.

## Karaktärer (i urval)
- James Bond
- Överste Tan-Sun Moon/Sun Liang-tan
- Ariadne Alexandrou
- M
- Bill Tanner
- Gordienko
- von Richter
- Niko Litsas
- Tzimas
- Yanni

## Om boken
Flemings änka, Ann Fleming, motsatte sig Amis som författare, eftersom han låg politiskt till vänster, och var rädd att Amis skulle förvandla Bond till Lucky Jim. Amis var dock en beundrare av Bond, och träffade Fleming inför sin bok Fallet James Bond. Förstaupplagan hade ett Salvador Dalí-inspirerat omslag illustrerat av Tom Adams.
Kingsley Amis begärde själv att boken aldrig skulle filmas, men vissa element kan ha inspirerat andra Bondfilmer: den grekiska miljön i Ur dödlig synvinkel (1981), kidnappningen av M i Världen räcker inte till (1999), och den koreanska skurken överste Tan-Sun Moon i Die Another Day (2002).
Förlaget Glidrose hade tänkt att fortsätta ge ut Bondböcker skrivna av olika författare under samma pseudonym. Det blev bara en roman, även om det ryktas om att det finns en outgiven bok av en annan författare.
Det skulle dröja ända tills 1981 innan nästa Bondbok kom, då av John Gardner.
Överste Sun är den enda icke-Flemingska Bondboken som har gjorts i serieform. Den publicerades av tidningen Evening Standard mellan 1969 och 1970, adapterades av Jim Lawrence och ritades av Yaroslav Horak.